# Pseudomiopteryx bogotensis
Pseudomiopteryx bogotensis är en bönsyrseart som beskrevs av Henri Saussure 1870. Pseudomiopteryx bogotensis ingår i släktet Pseudomiopteryx och familjen Thespidae. Inga underarter finns listade i Catalogue of Life.